# Арым
Ары́м (калм. Арм) — посёлок (сельского типа) в Сарпинском районе Калмыкии, в составе Садовского сельского муниципального образования.
Население - 41 чел. (2021)

## Название
Этимология не выяснена. Название (калм. Арм) можно перевести как 1) метательное копьё; дротик; 2) молодой; неокрепший.

## История
Дата основания посёлка не установлена. На карте РККА юга России 1936 года на месте современного посёлка отмечена полевая станция. Данная территория относилась к Сарпинскому району Калмыцкой АССР. После депортации калмыцкого населения, Сарпинский район на основании Указом Президиума Верховного Совета РСФСР от 27 декабря 1943 года «О ликвидации Калмыцкой АССР и образовании Астраханской области в составе РСФСР» был включён в состав Сталинградской области. Тем не менее, в справочнике по истории административно-территориального деления Волгоградской (Сталинградской) области за 1936-2007 года имеются сведения о посёлке отсутствуют.
На карте 1985 года на месте посёлка отмечена МТФ колхоза "Гигант".

## Физико-географическая характеристика
Посёлок расположен в пределах Ергенинской возвышенности, относящейся к Восточно-Европейской равнине. Высота центра населённого пункта- 96 метров над уровнем моря. Местность в границах посёлка имеет общий уклон с юга на север, к долине реки Зельмень. В окрестностях посёлка распространены почвы светло-каштановые солонцеватые и солончаковые, а также солонцы (автоморфные) (в долине реки Зельмень).
Климат умеренный резко континентальный, согласно классификации климатов Кёппена-Гейгера - влажный континентальный с жарким летом (индекс Dfa). Многолетняя норма осадков - 349 мм, среднегодовая температура + 8,7 С. Средняя температура самого холодного месяца февраля -6,8 С, самого жаркого месяца июля +24,3 С.
По автомобильной дороге расстояние до столицы Калмыкии города Элиста составляет 180 км, до районного центра села Садовое - 8 км, до ближайшего города Волгоград Волгоградской области — 130 км.
Арым, как и вся Республика Калмыкия, находится в часовой зоне МСК (московское время). Смещение применяемого времени относительно UTC составляет +3:00.

## Население
| 2002 | 2010 | 2021 |
| ---- | ---- | ---- |
| 48   | ↘43  | ↘41  |

Национальный состав
Согласно результатам переписи 2002 года большинство населения посёлка составляли калмыки (69 %)
| Национальность | Численность (2010) | Процент |
| -------------- | ------------------ | ------- |
| Калмыки        | 25                 | 73,5%   |
| Русские        | 9                  | 26,5%   |
| Всего          | 34                 | 100%    |